# Csillag születik (film, 1937)
A Csillag születik (eredeti cím: A Star Is Born) egy 1937-es amerikai filmdráma William A. Wellman rendezésében. A produkciót hét Oscar-díjra jelölték, melyből a legjobb eredeti történet kategóriában sikerült nyernie. Továbbá a Csillag születik az első színes produkció, amit legjobb film kategóriában jelöltek. Magyarországon először 1937-ben mutatták be Új csillag született címmel.
A történet egy feltörekvő hollywoodi filmcsillagról szól, akinek egy korosodó színész segít elindítani a karrierjét.

## Történet
|  | Alább a cselekmény részletei következnek! |

A cselekmény Észak-Dakotában kezdődik, ahol Esther Blodgett (Janet Gaynor), egy tizenéves lány elhatározza, hogy hollywoodi színésznő lesz. Annak ellenére, hogy a nagynénje határozottan megpróbálja visszatartani szándékától, a nagymamája bátorítja, hogy váltsa valóra álmait, és egy kis pénzt ad neki a kezdetekhez. Így Esther Hollywoodba megy, és aprócska szerepek után hajt.

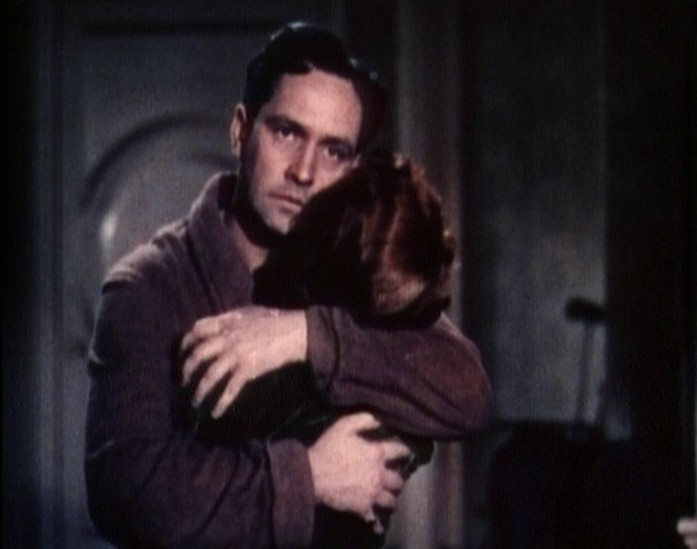
March és Gaynor

Eleinte Esther képtelen bármilyen színészi munkát találni. Sok más fiatal lány ugyanazt akarja, és azt mondják neki, hogy egy a százezerhez esélye van. Habár az egyik szomszédja, egy segédrendező talál neki egy egyszeri pincérnői munkát egy filmszakmabeli partin, ahol találkozik Norman Mainenel (Fredric March), egy híres színésszel, és románc bontakozik ki köztük. Miután Maine rábeszéli a producerét Oliver Nilest (Adolphe Menjou) egy próbafelvételre, Esther szerződést kap, és felveszi a "Vicki Lester" művésznevet. Mikor a stúdió nehezen talál női főszereplőt Maine új filmjéhez, a A bűbájos órához, Niles megfogadja a férfi tanácsát és Esthernek adja a női főszerepet. A film az egyik napról a másikra a népszerűségi listák élére repíti Esthert, de emellett a mozibajárók kezdik elveszíteni érdeklődésüket Maine iránt.
A bűbájos óra bemutatója után Esther és Norman a hegyekbe mennek nászútra. Mikor visszatérnek a filmezéshez, a Vicki Lester név folytatja a ragyogását, Maine pedig ráébred, hogy a karrierje leáldozott. Egy sikertelen szanatóriumi kezelés után, ahol Normant próbálták meg kigyógyítani elhatalmasodó alkoholizmusából, Esther eldönti, hogy abbahagyja a színészetet, hogy a férje mellett lehessen. Norman egy véletlen folytán tudomást szerez felesége tervéről, és hogy megkímélje Esther karrierjét, inkább belesétált a Csendes-óceánba, és vízbe ölte magát.
Esthert meglátogatja a nagymamája, aki rábeszéli, hogy folytassa a színészetet. A film úgy ér véget, hogy Esther a nagymamájával beszédet mond, miközben ünnepélyesen kéz és láb lenyomatot vesznek róla, és Mrs. Norman Maine néven köszönti az embereket.

## Szereplők
| Szerep                         | Színész        | Magyar hang     |
| ------------------------------ | -------------- | --------------- |
| Esther Blodgett / Vicki Lester | Janet Gaynor   | Kovács Nóra     |
| Norman Maine                   | Fredric March  | Szakácsi Sándor |
| Oliver Niles                   | Adolphe Menjou | Bács Ferenc     |
| Lettie nagymama                | May Robson     | Komlós Juci     |
| Daniel McGuire                 | Andy Devine    | Balázs Péter    |
| Matt Libby                     | Lionel Stander | Usztics Mátyás  |
| Casey Burke                    | Owen Moore     |                 |
| Miss Phillips                  | Peggy Wood     |                 |

## A film háttere
Egyes vélemények szerint a film alapjául Barbara Stanwyck és Frank Fay házassága szolgált. Habár felmerült a rokonság a filmbeli Norman Maine drámai öngyilkossága és az egykor népszerű némafilm színész John Bowers halála között is, mert Bowers is szintén vízbe fulladt.
A filmben számos szakmabeli vonatkozás felfedezhető. Ahogy Gaynor utánozza Greta Garbót, Katharine Hepburnt és Mae Westet vagy a Crawford Maszat, ami Joan Crawford rúzsára utal. Továbbá hogy Norman Maine eredeti neve Hinkle (ez volt az eredeti neve a híres némafilm színésznő Agnes Ayresnek is, és a Hinkle nincs túl messze hangzásban Fredric March valódi vezetéknevétől, a Bickeltől sem).
Közkedvelt hollywoodi városi legendának számít, hogy Lana Turner statisztaként szerepel a film egyik jelenetében. Turner ezt többször is tagadta, megemlítve, hogy csak néhány hónappal a film befejezése után lett felfedezve.

## Feldolgozások
A Csillag születiket három alkalommal is feldolgozták. Először 1954-ben Judy Garlanddal és James Masonnel a főszerepben, majd 1976-ban Barbra Streisanddal és Kris Kristoffersonnal a főszerepben, továbbá 2018-ban volt látható Lady Gaga és Bradley Cooper alakításában.

## Fontosabb díjak, jelölések
Az operatőr W. Howard Greene tiszteletbeli Oscar-díjat kapott a Technicolor eljárásban elkészülő filmért.
- Oscar-díj (1938)
  - díj: legjobb eredeti történet – Robert Carson, William A. Wellman
  - jelölés: legjobb film – Selznick International Pictures
  - jelölés: legjobb rendező – William A. Wellman
  - jelölés: legjobb férfi főszereplő – Fredric March
  - jelölés: legjobb női főszereplő – Janet Gaynor
  - jelölés: legjobb adaptált forgatókönyv – Alan Campbell, Robert Carson, Dorothy Parker
  - jelölés: legjobb rendező asszisztens – Eric Stacey
- Velencei Nemzetközi Filmfesztivál (1937)
  - jelölés: Mussolini Kupa – William A. Wellman

## Fordítás
- Ez a szócikk részben vagy egészben  az   A_Star_Is_Born (1937 film) című angol Wikipédia-szócikk fordításán alapul.  Az eredeti cikk szerkesztőit annak laptörténete sorolja fel. Ez a jelzés csupán a megfogalmazás eredetét és a szerzői jogokat jelzi, nem szolgál a cikkben szereplő információk forrásmegjelöléseként.